# Heinrich Ernst Göring

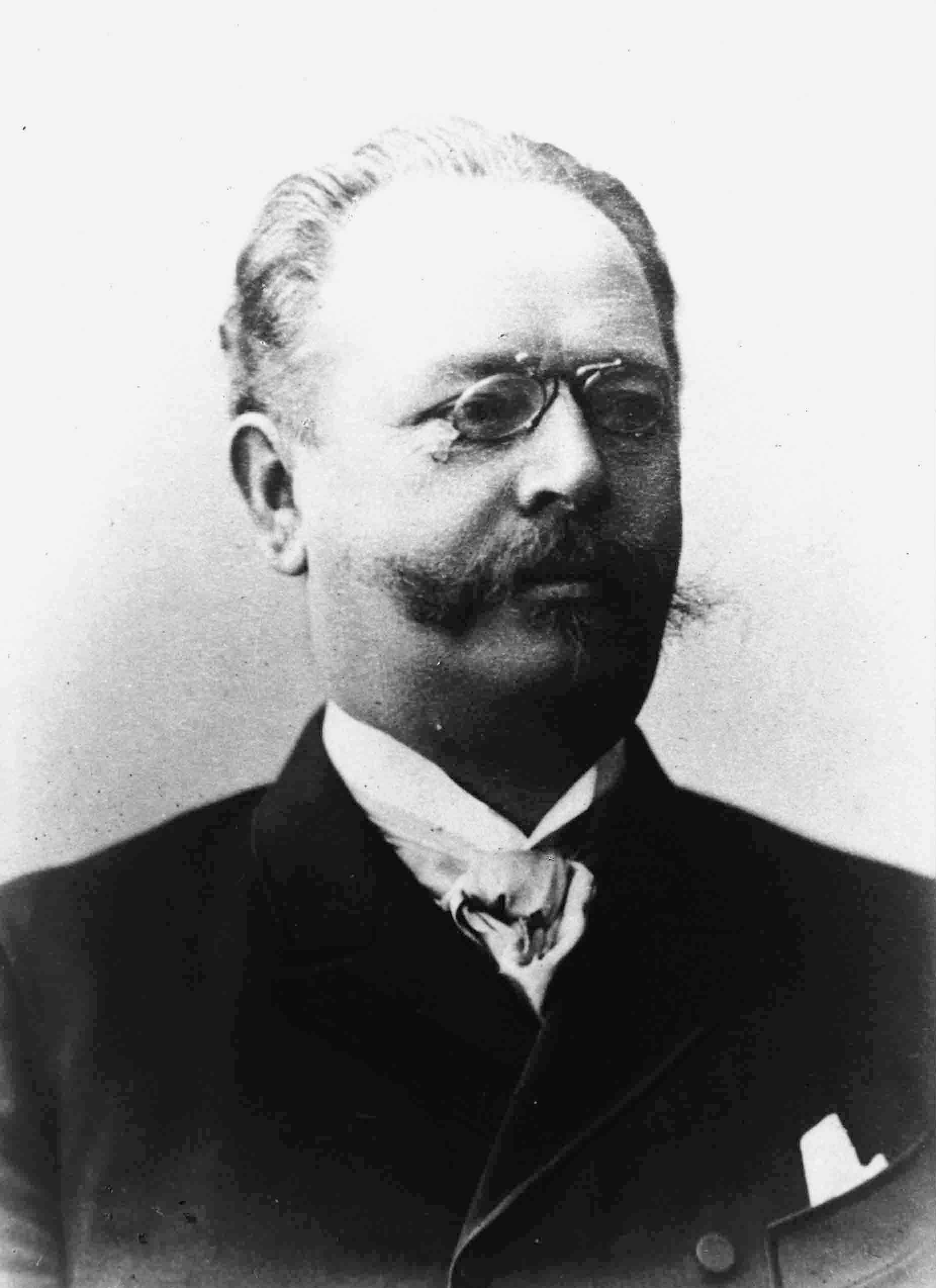
Heinrich Ernst Göring (1906)

Heinrich Ernst Göring, in neuerer Literatur auch Ernst Heinrich Göring, (* 31. Oktober 1839 in Emmerich; † 7. Dezember 1913 in München) war ein deutscher Jurist und Diplomat. Er war Vater sowohl von Hermann Göring, einem der einflussreichsten Politiker in der Zeit des Nationalsozialismus, als auch von Albert Göring, einem Regimegegner.

## Leben
Göring war ein Sohn des Kreisgerichtsrats Wilhelm Göring und dessen Ehefrau Caroline Anne Franziska Huberta Göring geb. de Nerée. Göring studierte an der Rheinischen Friedrich-Wilhelms-Universität Bonn Rechtswissenschaft, 1858 wurde er Mitglied (später Ehrenmitglied) des Corps Saxonia Bonn. In Bonn wurde er 1861 zum Dr. jur. promoviert.  Er kämpfte als Soldat im Deutschen Krieg und im Deutsch-Französischen Krieg.
Otto von Bismarck entsandte Göring im August 1885 als ersten Kaiserlichen Kommissar von Deutsch-Südwestafrika nach Lüderitzbucht. Bismarcks Konzept für das Schutzgebiet war es, dass dort der Kaufmann und nicht der Bürokrat regieren solle. Für das Deutsche Reich verhandelten neben Göring August Lüderitz, Missionspfarrer Carl Gotthilf Büttner und sein Sekretär Louis Nels. Bismarck unterstützte ihn und Göring bei ihrer von Lüderitz als Fotograf reich bebilderten Expedition ins Innere des Landes im Mai 1885. Als Lüderitz 1884 versuchte, einen Konzessionsvertrag mit Maharero abzuschließen, lehnte dieser zunächst zugunsten britischer Interessen ab. Als er im Oktober 1885 zusammen mit Göring wiederkam, ging Maharero auf das Interesse des deutschen Vertreters Göring ein und stellte sich unter den deutschen Schutz. Des Weiteren erbrachte die Expedition wertvolle Aufschlüsse über die Beschaffenheit des Landes.
Den Sitz des Kommissariats schlug er in Otjimbingwe auf. Von hier aus schloss er unter anderem „Schutzverträge“ mit einheimischen Machthabern in Südwestafrika ab und richtete das erste „Schutzreservat“ für die San – in der Kolonialsprache „Buschmänner“ genannt – ein, die zuvor von Europäern und Bantu-Völkern verfolgt und dezimiert worden waren.
Im August 1890 verließ er Deutsch-Südwestafrika; sein Nachfolger wurde Curt von François. 1891 wurde er Konsul in Port-au-Prince auf Haiti. Nach der Umwandlung des Konsulats in eine Ministerresidenz war er von 1892 bis zu seinem Ruhestand 1895 Ministerresident für Haiti und die Dominikanische Republik.

## Ehen und Kinder

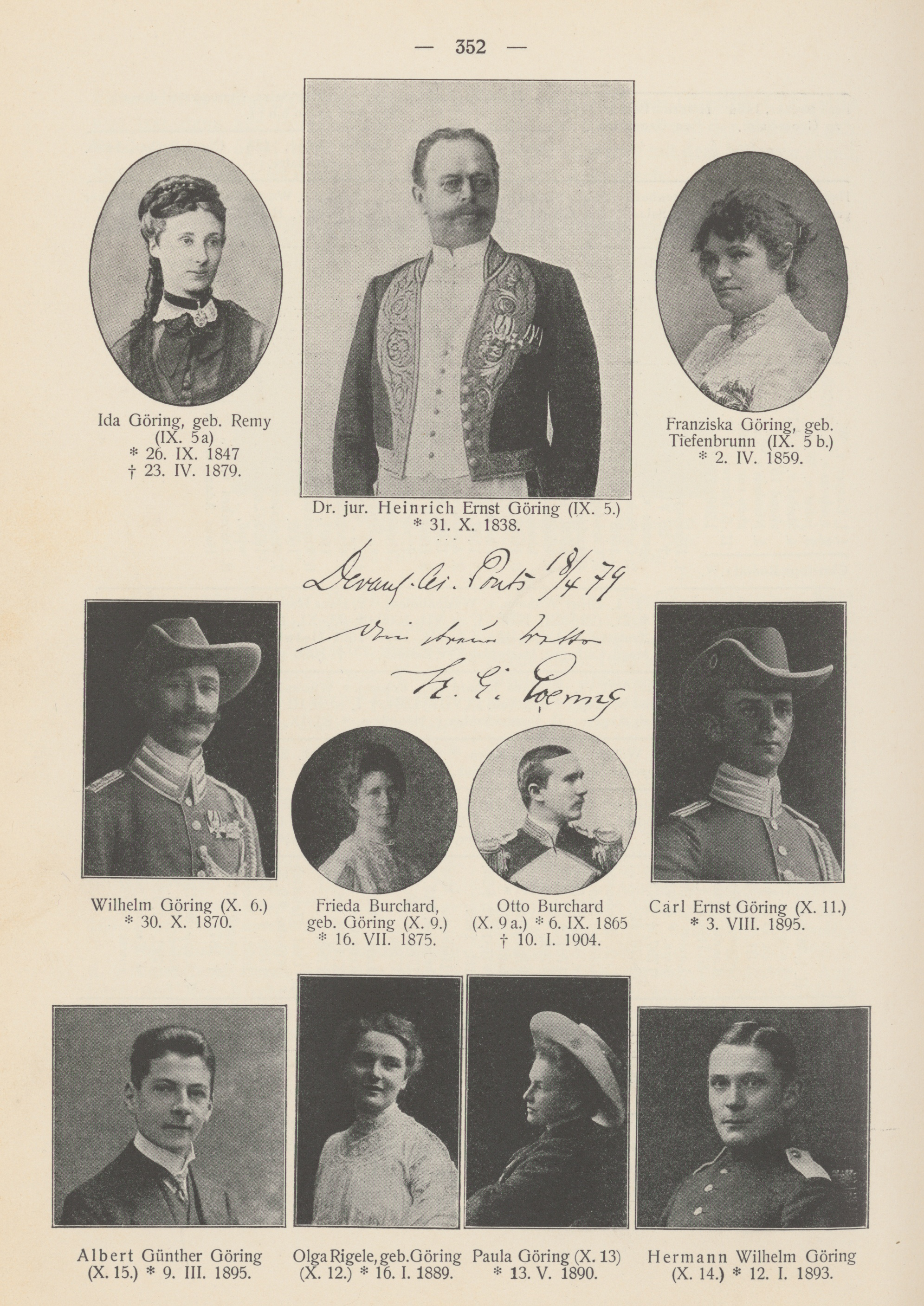
Heinrich Ernst Göring mit seinen Ehefrauen und Kindern (nicht dargestellt: Ernst Albert Göring und Heinrich Carl Göring), aus einer Familienchronik von 1911

Göring heiratete am 24. Juli 1869 in Heddesdorf Ida Friederike Remy (* 26. September 1847 in Rasselstein; † 23. April 1879 in Devant-les-Ponts, damals Kreis Metz). Aus der Ehe gingen vier Kinder hervor:
- Friedrich Wilhelm Göring (* 29. Oktober 1870 in Rasselstein), Major
- Ernst Albert Göring (* 5. Oktober 1873 in Metz, † 21. April 1909 in Berlin), Rechtsanwalt
- Frieda (* 16. Juli 1875 in Metz, † 9. Oktober 1929 in Kiel) ⚭ Otto Burchard (* 6. September 1865 in Rostock; † 10. Januar 1904 in Kiel), Korvettenkapitän
- Heinrich Carl Göring (* 17. April 1879 in Devant-les-Ponts), Arzt, Professor, tätig an der Augenheilanstalt in Wiesbaden ⚭ Dora Barth (* 15. Februar 1881 in Berlin)

Nachdem seine erste Frau gestorben war, heiratete Göring am 26. Mai 1884 in London Franziska Tiefenbrunn (* 21. April 1859 in München; † 15. Juli 1923 ebenda). Mit ihr hatte er weitere fünf Kinder:
- Karl Ernst Göring (* 3. August 1885 in Rosenheim; † 4. Oktober 1932 in Hannover), Polizei-Oberstleutnant und Jurist ⚭ (seine Nichte) Ilse Burchard (* 28. April 1898 in Kiel; † 1972)
- Olga Therese Sophie (* 16. Januar 1889 in Walfischbai, Südwestafrika; † 7. Oktober 1970 Salzburg, Österreich) ⚭ 27. Mai 1912 Fritz Rigele (* 12. August 1878 in Wolkersdorf, Österreich-Ungarn; † Oktober 1937 in Bad Reichenhall), Jurist, Rechtsanwalt und Notar, Bergsteiger[9]
- Paula Elisabeth Rosa (* 8. Mai 1890 in Rosenheim; † 1960) ⚭ 6. September 1920 Franz Hueber (* 10. Januar 1894 in Grünburg, Österreich-Ungarn; † 10. Juli 1981 in Salzburg), Jurist, Rechtsanwalt und Notar, Heimwehrführer des Gaus Salzburg (1929), Politiker und nationalsozialistischer Funktionär[10]
- Hermann Wilhelm Göring (* 12. Januar 1893 in Rosenheim; † 15. Oktober 1946 in Nürnberg durch Suizid), Kampfpilot im Ersten Weltkrieg, nationalsozialistischer Politiker

⚭ 25. Januar 1923 in Stockholm, Schweden, bzw. 3. Februar 1923 München-Obermenzing Carin Freiin Fock (* 21. Oktober 1888 in Stockholm; † 17. Oktober 1931 ebenda)
⚭ 10. April 1935 Emmy Sonnemann (* 24. März 1893 in Hamburg; † 8. Juni 1973 in München), Schauspielerin
- Albert Günther Göring (* 9. März 1895 in Friedenau; † 20. Dezember 1966 in Neuenbürg), im Ersten Weltkrieg Leutnant der bayerischen Nachrichtentruppen, Ingenieur, Geschäftsmann und Gegner der NS-Diktatur

⚭ 16. März 1921 Maria von Ammon
⚭ 2. Oktober 1923 Ernestine Mathilde Emma Buchlmeyer (alias Erna von Miltner) (* 1. November 1886 in München)
⚭ 1942–1948 Mila Klazarová